# Гарсия I Галиндес
Гарси́я I Гали́ндес (Гарсия I Злой; араг. García I Galíndez o Malo) (убит в 844) — граф Арагона (820—833), представитель династии Веласкотенес.

## Биография

### Ранние годы
Гарсия I был сыном Галиндо Веласкотенеса и братом графа Памплоны Веласко Гасконца. В 781 году отец Гарсии потерпел поражение от эмира Кордовы Абд ар-Рахмана I и был вынужден отдать одного из своих сыновей в заложники мусульманам, однако точно неизвестно, был ли это Гарсия или его брат Веласко.
После этого сведений о Гарсии Галиндесе нет до 812 года, когда в хрониках говорится о его браке с Матроной, дочерью графа Арагона Аснара I Галиндеса. В 816 году произошёл конфликт между Гарсией и семьёй его супруги. Предания рассказывают, что в ночь на Иванов день (24 июня) братья Матроны, Сентюль и Галиндо, узнав о намерении Гарсии встретиться со своей любовницей, обманом заперли своего зятя в одном из домов, после чего Сентюль обвинил Гарсию перед графом Аснаром I в супружеской измене. Взбешённый тем, что его свидание не состоялось, Гарсия Галиндес напал на Сентюля и убил его. За это преступление он получил прозвище «Злой». Потеряв старшего сына, граф Арагона приказал схватить Гарсию и содержать его под стражей в местечке Беллостас (исп. Las Bellostas) в Собрарбе.

### Граф Арагона
В 820 году Гарсии Галиндесу удалось бежать из заточения и найти убежище у короля Памплоны Иньиго Аристы. К этому времени его брак с Матроной был уже расторгнут, что позволило ему жениться на дочери короля Иньиго и получить от того помощь для борьбы с графом Аснаром. В этом же году с небольшим войском памплонцев Гарсия совершил поход на Арагон, изгнал графа Аснара I и сам взошёл на престол. В противоположность своим предшественникам, граф Гарсия I Злой, также как и король Памплоны, отказался от всех вассальных обязательств по отношению к монархам Франкского государства, заключив союз с королём Иньиго Аристой и мусульманской семьёй Бану Каси.
В 824 году император Запада Людовик I Благочестивый организовал поход, целью которого было возвращение в состав Франкского государства отпавших Наварры и Арагона. Согласно «Анналам королевства франков» и сочинению Асторо́нома, войско франков под командованием графа Эбля и герцога Васконии Аснара Санчеса успешно дошло до Памплоны, но на обратном пути в Ронсевальском ущелье попало в засаду, устроенную басками, и было почти полностью уничтожено. Оба франкских военачальника попали в плен: граф Эбль был отправлен в качестве трофея к эмиру Абд ар-Рахману II в Кордову, а герцог Аснар Санчес, как единоплеменник басков, был отпущен на свободу. Франкские хроники не называют имён военачальников, разбивших войско франков, но испано-мусульманские историки пишут, что это были король Иньиго Ариста, граф Гарсия I Галиндес и Муса II ибн Муса из Бану Каси. Эта битва вошла в историю как «вторая битва при Ронсевале». Она позволила графству Арагон и королевству Наварра обрести окончательную независимость от Франкской империи.
О дальнейшем правлении графа Гарсии I Злого в Арагоне почти ничего не известно. В 833 году он передал управление графством своему младшему сыну Галиндо Гарсесу, но, как считают некоторые историки, до самой своей смерти продолжал оказывать влияние на управление Арагоном. О дате и обстоятельствах смерти Гарсии Галиндеса исторические хроники сообщают различные сведения. Некоторые историки считают, что он скончался от старости. Большинство же предполагает, что Гарсия I был убит в 844 году новым графом Арагона Галиндо I Аснаресом, сыном графа Аснара I Галиндеса, который таким образом отомстил Гарсии за смерть своего брата Сентюля. Средневековые историки писали, что и через несколько веков после этого арагонцы показывали овраг, где был казнён граф Гарсия I.

### Семья
Согласно «Кодексу Роды», граф Гарсия I Галиндес был женат два раза. Первой его женой (до 816/820) была Матрона, дочь графа Арагона Аснара I Галиндеса. От этого брака у Гарсии был сын Веласко Гарсес, в 843 году, после поражения наварро-арагонского войска от мусульман под Памплоной, перешедший на службу к эмиру Кордовы. Вторым браком Гарсия Галиндес был женат на дочери короля Памплоны Иньиго Аристы, носившей, вероятно, имя Нунила. Единственным ребёнком от этого брака стал сын и наследник Гарсии, граф Арагона Галиндо Гарсес (умер в 844 году).